# Net Economic Welfare
Net Economic Welfare (NEW) – wskaźnik ekonomicznego dobrobytu netto; ukazuje znacznie powolniejsze tempo wzrostu niż produkt krajowy brutto. Funkcjonuje również pod nazwą Measure of Economic Welfare (MEW). Wskaźnik ten był zaproponowany w 1972 przez Williama Nordhausa i Jamesa Tobina.
Aby obliczyć NEW, do PKB należy dodać wolny czas, z którego mogą korzystać ludzie, oraz nie ujęta w PKB działalność gospodarcza, jak produkcja i handel narkotykami itp., i odjąć straty wynikłe ze szkód poniesionych przez środowisko.